# Erlend Loe
Erlend Loe, född 24 maj 1969 i Trondheim, är en norsk författare och översättare. Han har skrivit såväl romaner och filmmanus som barnböcker.

## Utbildning
Efter andra året i gymnasiet vistades Loe ett år i Frankrike som utbytesstudent, och avslutade sedan gymnasiet som privatelev. Loe har en universitetsexamen (cand.mag.) motsvarande svensk filosofie kandidat. Han studerade etnologi, filmvetenskap och litteraturvetenskap. Senare utbildade sig Loe till manusförfattare vid Den Danske Filmskole i Köpenhamn. Han har även varit inskriven vid konstakademin i Trondheim. Loe var vapenvägrare och valde att göra vapenfri tjänst. Loe har också varit verksam som skådespelare och alltiallo hos teatergruppen Stella Polaris men fortsatte inte på teaterbanan.

## Författarskap

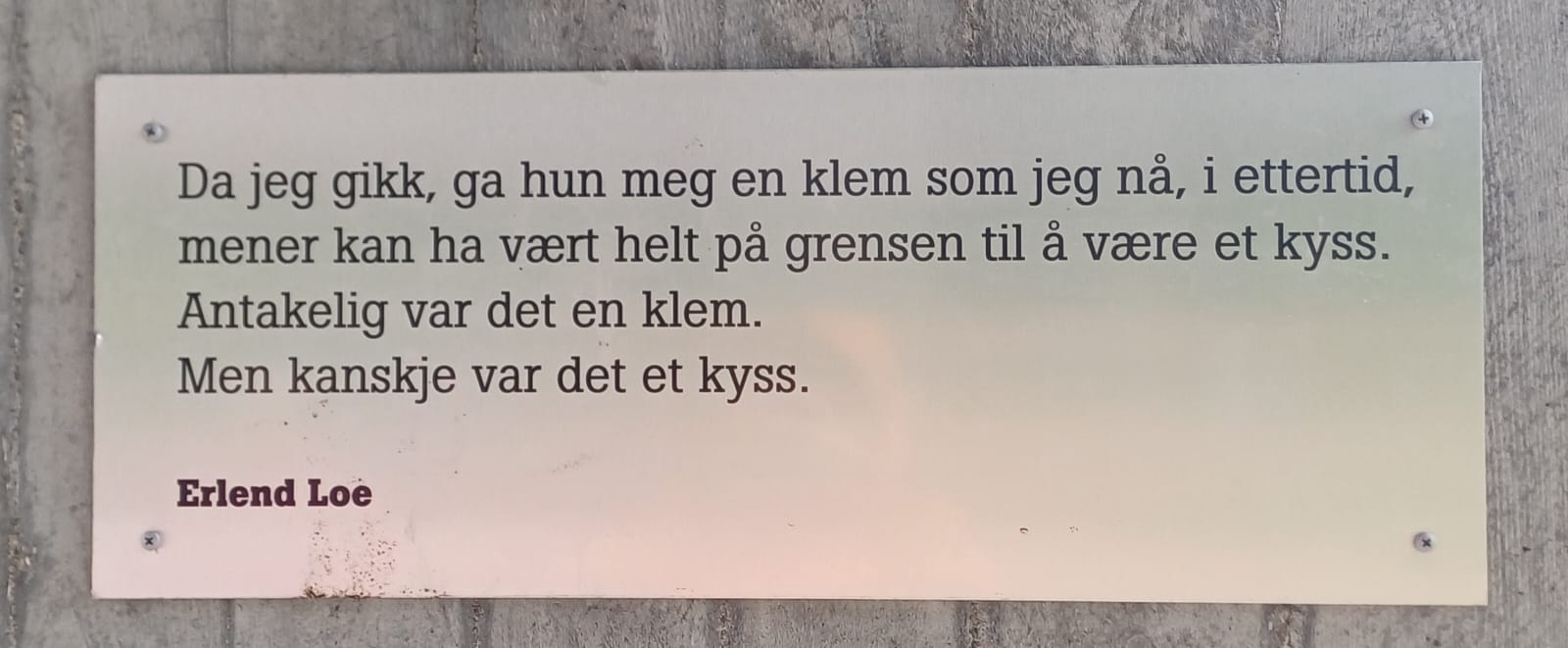
Dikt av Erlend Loe på en skylt i Trondheim

Erlend Loe debuterade 1993 med romanen Blåst (originaltitel: Tatt av kvinnen). Året därpå utkom barnboken Kurt och fisken. Stilistiskt beskrivs Loe ofta som naivistisk och personlig. Överdrifter och underdrifter avlöser varandra. Texterna är många gånger ironiskt humoristiska. Huvudpersonerna i böckerna är ofta säregna och har sina privata tankar om livet. Loe uppskattar att huvudkaraktären procentuellt är 25 % av honom i Tatt av Kvinnen (Blåst), 30–35 % i Naiv. Super och möjligen upp till 45 % Expedition L.